# Xanthorhoe deflorata
Xanthorhoe deflorata är en fjärilsart som beskrevs av Nicolas Grigorevich Erschoff 1877. Xanthorhoe deflorata ingår i släktet Xanthorhoe och familjen mätare. Inga underarter finns listade i Catalogue of Life.